# Piotr Kulpa
Piotr Kulpa (ur. 8 lipca 1965 w Aleksandrowie Kujawskim) – polski urzędnik państwowy, w latach 2004–2005 podsekretarz stanu w Ministerstwie Gospodarki i Pracy.

## Życiorys
Absolwent prawa na Wydziale Prawa i Administracji Uniwersytetu Mikołaja Kopernika w Toruniu i Krajowej Szkoły Administracji Publicznej (1995 – III promocja). W kadencji 2004–2005 był prezesem Stowarzyszenia Absolwentów Krajowej Szkoły Administracji Publicznej. Kierował Departamentem Partnerstwa Społecznego w Ministerstwie Gospodarki i Pracy. Od 15 lipca 2004 do 17 maja 2005 pełnił funkcję podsekretarza stanu w Ministerstwie Gospodarki i Pracy. Objął później stanowisko radcy generalnego i dyrektora Departamentu Ubezpieczenia Zdrowotnego w Ministerstwie Zdrowia oraz został przewodniczącym grupy ds. opracowania modelu prywatnych ubezpieczeń zdrowotnych. W pierwszej i drugiej dekadzie XXI wieku sprawował funkcję dyrektora generalnego Głównego Inspektoratu Sanitarnego. Powołano go jako reprezentanta Ministerstwa Skarbu Państwa do rady nadzorczej Warszawskich Zakładów Sprzętu Ortopedycznego S.A. Został później liderem unijnego projektu „Wsparcie dla administracji Ukrainy”.